# Dragiša Komadinić
Dragiša Komadinić (Belgrád, 1949. október 10. – 2022. június 29.) jugoszláv-szerb nemzetközi labdarúgó-játékvezető.

## Pályafutása

### Nemzeti játékvezetés
1983-ban lett az I. Liga játékvezetője. A nemzeti játékvezetéstől 1989-ben vonult vissza.

### Nemzetközi játékvezetés
A Jugoszláv labdarúgó-szövetség Játékvezető Bizottsága (JB) terjesztette fel nemzetközi játékvezetőnek, a Nemzetközi Labdarúgó-szövetség (FIFA) 1985-től tartotta nyilván bírói keretében. Több nemzetek közötti válogatott és klubmérkőzést vezetett vagy működő társának partbíróként segített. A jugoszláv nemzetközi játékvezetők rangsorában, a világbajnokság-Európa-bajnokság sorrendjében többedmagával a 16. helyet foglalja el 1 találkozó szolgálatával. Az aktív nemzetközi játékvezetéstől 1989-ben búcsúzott. Válogatott mérkőzéseinek száma: 2.

#### Európa-bajnokság
Az európai-labdarúgó torna döntőjéhez vezető úton Német Szövetségi Köztársaságba a VIII., az 1988-as labdarúgó-Európa-bajnokságra az UEFA JB játékvezetőként foglalkoztatta.
| Időpont          | Helyszín                 | Mérkőzés típusa           | Mérkőzés            | Eredmény | Nézők száma |
| ---------------- | ------------------------ | ------------------------- | ------------------- | -------- | ----------- |
| 1987. február 8. | Makario Stadion, Nicosia | előselejtező (5. csoport) | Ciprus–Magyarország | 0 : 1    | 8 000       |

A női európai labdarúgó torna döntőjéhez vezető úton Dánia rendezte az 1991-es női labdarúgó-Európa-bajnokságot, ahol az UEFA JB játékvezetőként foglalkoztatta.

##### 1991-es női labdarúgó-Európa-bajnokság

###### Selejtező mérkőzés
| Időpont           | Helyszín                    | Mérkőzés típusa           | Mérkőzés              | Eredmény | Nézők száma |
| ----------------- | --------------------------- | ------------------------- | --------------------- | -------- | ----------- |
| 1989. október 28. | Városi Stadion, Blagoevgrad | előselejtező (4. csoport) | Bulgária–Magyarország | 3 – 3    | 5500        |